# Восстание-Пассажирская
Восстание-Пассажирская (тат. Восстание-Пассажирлы) — железнодорожная станция Казанского региона Горьковской железной дороги, расположенная в северной части города Казани на так называемом северном внутригородском железнодорожном ходе, идущем в обход станции Казань-Пассажирская.
Рядом со станцией находится вокзал Казань-2, обслуживающий её пассажирский терминал, один из двух железнодорожных вокзалов Казани. Он является частью мультимодального транспортно-пересадочного узла. На станции останавливаются поезда дальнего и пригородного сообщения.

## История
Линия построена в 1918 году. Название станции дано по названию железнодорожной станции Восстание (код: 27070, код ECP: 250904) построенной в 1932 году и расположенной восточнее на 3 км, электрифицирована в 1972 году постоянным током напряжением 3 кВ, в 1985 году изменено на переменный ток напряжением 25 кВ. С открытием пассажирской станции Казань-2, станция переведена в разряд грузовых.).
На станции Восстание-Пассажирская планируется организация пересадки на сооружаемую в 2017 году наземную железнодорожную 10-километровую Линию в Салават Купере городской электрички (казанских электропоездов). В перспективе через станцию также будет организована 48-километровая Кольцевая линия городской электрички.

### История вокзала Казань-2
Строительство ещё одного железнодорожного вокзала в Казани, вдобавок к вокзалу на станции Казань было предусмотрено ещё городским генеральным планом 1941 года. Великая Отечественная война отодвинула сроки реализации проекта.

#### Старое здание вокзала
Для воплощения генплана Казани 1969 года, предусматривавшего постройку в городе нового железнодорожного вокзала, в начале 1970-х годов институтом «Мосгипротранс» для Казани был спроектирован вокзальный комплекс. По замыслу архитекторов он был выполнен в стиле брутализма (необрутализма) и напоминал один из ярких его образцов — здание Бостонской ратуши в США, построенное в 1969 году.
Возведение массивного здания вокзала началось на улице Воровского в 1974 году, работы велись трестом «Казтрансстрой». Сметная стоимость вокзала составляла 6,243 миллионов советских рублей. Высота всего здания должна была быть более 12 метров; общая площадь залов ожидания 1450 м², а размер вестибюля 700 м²; на втором этаже должны были быть оборудованы комнаты отдыха на 100 человек и комната матери и ребёнка на 65 человек. На привокзальной площади размером 4800 м² планировалось разместить стоянки легковых автомашин (более 200 машиномест), такси и автобусов, а также разбить парк с аллеями.
К 1976 году каркас здания вокзала был завершён почти полностью, были закончены почти все строительно-монтажные работы, три основных этажа, антресоли, промежуточные этажи ждали отделочников. Однако финансирование стройки в том же году прекратилось. После этого на протяжении трёх десятилетий новый вокзал являлся главным городским долгостроем.
В конце 1980-х годов был построен путепровод над улицей Декабристов, начато строительство подземного перехода станции и посадочных платформ. В начале 1990-х годов отделана часть цокольного этажа здания, в котором были открыты кассы пригородного сообщения электропоездов, открыт для прохода частично отделанный подземный пешеходный переход к платформам.
В середине-конце 1990-х годов у станции были проложены два приёмо-отправочных пути, смонтированы устройства СЦБ, открыты кассы для поездов дальнего следования, построена островная посадочная платформа, на которую стали приниматься несколько транзитных поездов направлений Москва — Ижевск и Москва — Свердловск.
В начале 2000-х годов из-за недостаточного количества пассажиров кассы ликвидированы, а цокольный этаж и переход закрыт для доступа пассажиров. Пригородная касса была размещена непосредственно на пассажирской платформе остановочного пункта.
К 1000-летию Казани было отреставрировано здание главного казанского железнодорожного вокзала, являющееся памятником архитектуры, и реконструировано здание пригородного вокзала, ряд других зданий на Привокзальной площади, сообщалось о разработке планов завершения вокзального комплекса на улице Воровского.
В 2007 году руководство Горьковской железной дороги сочло советский проект здания вокзала несоответствующим современным требованиям, предложив его снести и построить новый небольшой павильон на две-три кассы.
С конца 2010 года по апрель 2011 года проводился демонтаж надземной части вокзала, в ходе которого были снесены трёхэтажный корпус и часть помещений цокольного этажа.

#### Новое здание вокзала
Железнодорожный вокзальный комплекс «Каза́нь-2». Неофициально комплекс горожанами называется «Новым вокзалkv», «Северным вокзалом», «Транзитным вокзалом».
В новом генплане города 2010 года также предусматривалось строительство нового железнодорожного вокзала на северном внутригородском ходу железной дороги до 2020 года. Он был призван вывести из центра города интенсивное железнодорожное движение.
В связи с проведением в Казани в 2013 году XVII Всемирной летней универсиады, городскими властями совместно с ОАО «РЖД» начаты масштабные работы по подготовке железнодорожной инфраструктуры города к Универсиаде. Было принято решение реконструировать имеющиеся железнодорожные вокзалы и пути, а также соорудить вместе со станцией казанского метрополитена «Московская» и автобусной станцией на улице Воровского новый транспортно-пересадочный узел с использованием сохранившихся от старого вокзала цоколя и подземного перехода.
Работы по строительству нового вокзального комплекса начались в апреле 2011 года. Общая стоимость работ составляет более 1,2 млрд руб.
27 мая 2012 года был открыт для рабочего движения одноэтажный пассажирский терминал транспортно-пересадочного узла «Казань-2» (станция Восстание-Пассажирская) с залами ожидания, кассами, терминалами регистрации и самообслуживания, тоннелем-выходом, пассажирскими платформами. Первым составом, высадившим пассажиров на открытой станции, стал поезд, следовавший рейсом Екатеринбург — Москва.
Официальное открытие состоялось 5 августа 2012 года.
К началу Универсиады, к лету 2013 года комплекс, объединяющий вокзал, автостанцию и станцию метро были введены в эксплуатацию, в различные сроки, в полном объёме.
К лету 2013 года транспортно-пересадочный узел был полностью введён в эксплуатацию, а также перед зданием вокзала была разбита площадь.

#### Дальнейшие перспективы
При строительстве вокзального комплекса были оставлены заделы под дальнейшее расширение. В частности, имеется недостроенный выход из пешеходного тоннеля и место для строительства платформы с путями между существующими платформами №№ 2 и 3. Для приема и отправления высокоскоростных поездов «Сапсан» в рамках проектов организации высокоскоростного движения ВСМ Москва — Казань и Казань — Самара планируется строительство двухпутной эстакады и расширение здания вокзала

## Автовокзал
Железнодорожный вокзал имеет совмещённый автовокзал для пригородных и междугородных автобусов, рассчитанный на размещение 75 человек, а также пересадку на станцию казанского метрополитена «Северный вокзал». С автовокзала выполняются пригородные автобусные рейсы в населённые пункты Васильево, Зеленодольск и междугородные автобусные рейсы в города Набережные Челны, Йошкар-Ола, Нижний Новгород, Новочебоксарск, Чебоксары, Санкт-Петербург.

## Пассажирское сообщение

### Дальнее следование по станции
По графику 2021 года через станцию курсируют следующие поезда дальнего следования:
| Круглогодичное обращение поездов | Круглогодичное обращение поездов | Круглогодичное обращение поездов | Круглогодичное обращение поездов |
| № поезда                         | Маршрут движения                 | № поезда                         | Маршрут движения                 |
| -------------------------------- | -------------------------------- | -------------------------------- | -------------------------------- |
| 25 «Двухэтажный состав»          | Ижевск — Москва                  | 26 «Двухэтажный состав»          | Москва — Ижевск                  |
| 75                               | Омск — Симферополь               | 76                               | Симферополь — Омск               |
| 81                               | Улан-Удэ — Москва                | 82                               | Москва — Улан-Удэ                |
| 89                               | Петропавловск — Москва           | 90                               | Москва — Петропавловск           |
| 95                               | Барнаул — Москва                 | 96                               | Москва — Барнаул                 |
| 115                              | Томск — Адлер                    | 116                              | Адлер — Томск                    |
| 117                              | Новокузнецк — Москва             | 118                              | Москва — Новокузнецк             |
| 135                              | Барнаул — Москва                 | 136                              | Москва — Барнаул                 |
| 335                              | Екатеринбург — Новороссийск      | 336                              | Новороссийск — Екатеринбург      |

| Сезонное обращение поездов | Сезонное обращение поездов         | Сезонное обращение поездов | Сезонное обращение поездов         |
| № поезда                   | Маршрут движения                   | № поезда                   | Маршрут движения                   |
| -------------------------- | ---------------------------------- | -------------------------- | ---------------------------------- |
| 233                        | Екатеринбург — Имеретинский курорт | 234                        | Имеретинский курорт — Екатеринбург |
| 497                        | Ижевск — Адлер                     | 498                        | Адлер — Ижевск                     |
| 507                        | Ижевск — Новороссийск              | 508                        | Новороссийск — Ижевск              |
| 521                        | Приобье — Новороссийск             | 522                        | Новороссийск — Приобье             |